# Tamanhalvøen
Tamanhalvøen (russisk: Тама́нский полуо́стров, Tamanskij poluostrov) er en halvø i Krasnodar kraj i Rusland, der ligger ud til Azovhavet mod nord, mod Kertjstrædet mod vest og til Sortehavet mod syd.
Halvøens største by er Taman med et indbyggertal på knap 10.000 personer (2020). Rusland besluttede i 2009 at åbne en international havn på sydsiden af halvøen. Havnen er åben, men udbygges fortsat.
Krimbroen mellem Rusland og Krim går over Kertjstrædet fra Tamanhalvøen til Kertj på Krim .

## Geografi
Tamanhalvøen er kendetegnet ved et lavtliggende fladt landskab og en kystlinje med talrige bugter og flodmundinger.
Tamanhalvøen fik sit moderne udseende relativt nyligt. Området er en del af Kuban-deltaet og bestod i oldtiden af en række øer adskilt af stræder. Kuban-deltaet udøver fortsat en vigtig indflydelse på dannelsen af Tamans landskab, flora og fauna. Lavvandede afsaltede søer og lokale flodmundinger bevokset med tykke siv ved kysten skaber flere steder et sumpet, ufremkommeligt område med et rigt liv af fisk og vildt.
Halvøen indeholder flere mindre muddervulkaner og områder med naturgas og råolie.

## Historie
Området har været beboet siden forhistorisk tid. Allerede under pleistocæn levede jægere-samlere i området. Der er i Kermek fundet arkæologiske fund af Homo erectus, der kan dateret mellem 2,1 og 1,8 millioner år tilbage og omkring 1,6-1,2 muillioner år tilbage i Rodniki i den sydlige del af Azov-regionen. Der er tillige gjort fund af et kranium af en person, der levede for 1,5-1,2 millioner år siden i området.
Området har over de sidste tusinde år udviklet sig fra at være en række øer til den nuværende halvø. I oldtiden var Tamanhalvøen beboet af skytiske stammer. I antikken etablerede det græske kongerige Pontos kolonierne Hermonassa (senere Tmutarakan) og Phanagoria. I 2008 blev der gjort fund af antikke græske musikinstrumenter; en harpe og en lyre. I perioden fra ca. 480 f.v.t. til 107 f.v.t. var området en del af Det Bosporanske Rige med indbyggere bestående af sarmatere, grækere, jøder og anatolske indvandrere fra Pontos. I det 4. århundrede blev området erobret af hunnerne, og det blev siden hovedstad for Det Storbulgarske Rige og blev herefter i midten af 600-tallet erobret af Khazarere.
Efter opløsningen af khazarernes khanat omkring 969 blev halvøen en del af en jødisk stat, der opstod ved opløsningen. I slutningen af 980’erne blev halvøen en del af det russiske Kijevrige som fyrstedømmet Tmutarakan, der blev regeret af Vladimir den Stores søn Mstislav Vladimirovitj. Omkring 1100 blev halvøen erobret af det tyrkiske folk kiptjakkerne. Under Mongolernes invasion af Rus' blev halvøen erobret af Den Gyldne Horde i 1239. I 1419 blev området overtaget af Genova, der etablerede kolonier på halvøen og på Krim. Den genovesiske koloni blev styret af den genovesiske Guizolfi-familie, grundlagt af den genovesiske jøde Simeone de Guizolfi. Genoveserne blev fordrevet af Krim-khanatet i 1483. Krim-khanatet blev overtaget af Det Osmanniske Rige i 1783 og blev et tyrkisk sanjak under Kaffa-ejalettet. Rusland erobrede halvøen i 1791 under Den russisk-tyrkiske krig (1787-92), men tilbagegav området ved Jassytraktaten. Halvøen blev overtaget af Rusland i 1828 ved Adrianopeltraktaten.
Området var i det meste af 1700- og 1800-tallet tyndt befolket. Den største bebyggelse var en kosak-by (stanitsa) Taman på halvøens nordside.
Under 2. verdenskrig indtog den tyske og rumænske hær Tamanhalvøen i 1942. Den Røde Hær generobrede områet i 1943.
Mikhail Lermontov omtaler byen Taman nedsættende i Lermontovs roman fra 1839 Vor Tids Helt.

## Økonomi
Der er flere naturgas- og oliefelter på Tamanhalvøen, der udnyttes. Udover olie og gas er området rigt på mineraler, ligesom der er forekomster af jernmalm.
Havnen i Taman er under opførelse og forventes at blive en af de største i det sydlige Rusland.
En væsentlig del af halvøens økonomi hidrører fra vindyrkning og vinfremstilling; op til halvdelen af hele den russiske høst af industri- og spisedruer dyrkes her på flere vingårde. De vigtigste sorter, der bruges til at fremstille vine, er Aligote, Sauvignon blanc, Chardonnay, Riesling og Saperavi.